# IEEE 802.1Q
IEEE 802.1Q以及VLAN Tagging屬於網際網路下IEEE 802.1的標準規範，允許多個网桥在信息不被外洩的情況下公開的共用同一個實體網路。IEEE 802.1Q -英文縮寫寫為dot1q，經常在實現乙太網路封裝協議的架構下被提及。
IEEE 802.1Q定義一個關於VLAN連接介質訪問控制層和IEEE 802.1D生成樹協議的具體概念模型。這個模型允許各個獨立的VLAN以交換機的数据链路层或路由器互相連接。

## 用途
以VLAN的架構而言，可以想像一個公司的IT部門希望能夠只使用一個實體企業網路端以提供個別獨立的邏輯網路端，其他每個部門能夠分配到一個獨特的VLAN網路。企業網路中的边缘交换机用來替所有從設備儀器中送抵各個部門的数据帧（Data frames）插入適合的VLAN標記。當帧（frames）在網路中被交換時，VLAN標籤會在被送回部門底下的設備時被移除。用這種方法資訊在被傳到其它部門時就不會外洩或被嗅探。

## 封包格式

插入於乙太網II(Ethernet-II)幀中的802.1Q標籤

802.1Q 並非實際封入原始幀中。相反，在以太网帧格式裡，在MAC地址源與以太网类型/長度的原始幀裡添加一個32位元的域（field）。VLAN標籤領域必須遵守下列格式:
| 16 bits | 3 bits | 1 bit | 12 bits |
| ------- | ------ | ----- | ------- |
| TPID    | PCP    | CFI   | VID     |

- 標簽協議識別符（Tag Protocol Identifier，TPID）：一組16位元的域其數值被設定在0x8100，以用來辨別某個IEEE 802.1Q的幀成為「已被標註的」，而這個域所被標定位置與乙太形式/長度與未標籤幀的域相同，這是為了用來區別未標籤的幀。

- 優先權代碼點（Priority Code Point，PCP）：以一組3位元的域當作IEEE 802.1p優先權的參考，從0（最低）到7（最高），用來對資料流（音訊、影像、檔案等）作傳輸的優先順序。

- 標準格式指示（Canonical Format Indicator，CFI）：1位元的域。若是這個域的值為1，則MAC地址則為非標準格式；若為0，則為標準格式；在以太网交換器中他通常預設為0。在以太网和令牌環中，CFI用來做為兩者的相容。若幀在乙太端中接收資料則CFI的值須設為1，且這個端口不能與未標籤的其他端口橋接。

- 虛擬局域網識別符（VLAN Identifier，VID）：12位元的域，用來具體指出幀是屬於哪個特定VLAN。值為0時，表示幀不屬於任何一個VLAN；此時，802.1Q標籤代表優先權。12位元的值0x000和0xFFF為保留值，其他的值都可用來做為共4094個VLAN的識別符。在橋接器上，VLAN1在管理上做為保留值。這個12位元的域可分為兩個6位元的域以延伸目的（Destination）與源（Source）之48位元地址，18位元的三重標記（Triple-Tagging）可和原本的48位元相加成為66位元的地址。

使用IEEE 802.2/SNAP涵蓋了一組值為00-00-00的OUI域（所以SNAP信頭的協議ID域屬於乙太網形式）。在乙太網以外的情況下，SNAP信頭的乙太網形式數值被設為0x8100且前述的額外4個位元會被附加在SNAP開頭之後。
因為插入VLAN標籤會改變幀，在乙太外掛裡802.1Q概括（encapsulation）會強迫檢驗原始的幀檢查序列（Frame Check Sequence，FCS）域。這同時也會增加幀4位元組的上限容量。
雙重標記（IEEE 802.1ad）對於網際網路提供者（ISP）是非常有用的。他允許當已被VLAN標籤的混合資料從客戶端送出時ISP仍能在內部使用VLAN。外部（outer, next to Source MAC and represening ISP VLAN）標籤會先於內部（inner）標籤。此時，一個可變的TPID在16進位值可能為9100、9200或是9300，通常作為外部標籤；然而在值為88a8時會違反802.1ad而無法作為外部標籤。

插入於乙太II幀的802.1ad雙重標記。

三重標記 也同樣可行。12位元的VID延伸出48位元的目的與源地址成66位元。中間3位元的PCP域可作為虛擬TTL或Hop-Count以確保封包不會成為無限迴圈；更複雜的形式則是使其中一位元超載成為ingress-egress的編碼形式。PCP域的末三碼用來替檔案內容分層，從000 NR至111 XXX。在Payload段落找到的CFI3位元被組合並編碼成Next Header（或是協定），僅有其中兩碼會被使用而產生4個協定，[NOP、ICMP、UDP、ENCAP]。NOP，No Protocol：用作IP byte/管流（pipe streams）中微小的Payload段落。ICMP供做控制用途。UDP增加端口數量，是一個從IP送出的半冗沉（semi-redundant）即可選擇的校驗和。ENCAP協定或是Payload形是允許前述所有的協定，不需序文就可以封中；其中內容必須包含CRC\FCS標籤。TTL和長度被置於48位元的地址域前讓硬體優先讀取以減少延遲。

## 中繼端口及原生VLAN
1998 802.1Q標準定義封裝協議的第9項，藉由加入VLAN標籤可使複數VLAN透過一個連結多路複用，然而他卻能夠傳送所有幀不論是否已被標記。因此，為了能夠辨識所傳送的幀是否需要標籤，有些廠商（尤其是思科系統）經常將中繼端口以及原生VLAN的想法應用在中繼器上。
中繼端口的想法基於設計一個中繼端口，他能夠接收並轉送幀。若中繼端口接收到未標籤的幀，此幀就會連結這個端口與原生VLAN。
假設有個802.1Q的端口有VLAN2、3、4，且VLAN2被當作原生VLAN，則在VLAN2中的幀會在不帶有802.1Q信頭的情況下離開前述的端口（它們屬於普通的乙太網）；在此帧未帶802.1Q信頭時進入端口會被放入VLAN2裡。與VLAN3和VLAN4的資訊流行為是可預測的，也就是說送抵VLAN3和4的幀是帶有標記以辨識他們，而離開VLAN3和4的幀也會攜帶各自的VLAN標籤。
然而並不是所有的廠商都會使用這樣的概念。

## 多重VLAN註冊協議
另外，IEEE 802.1Q定義了多重VLAN註冊協議（Mutiple VLAN Registration Protocol，MVRP），它可應用於橋接器在具體網路上與VLAN的溝通。
在2007年，MVRP和IEEE 802.1ak-2007修正案取代了速度較慢的GARP VALN註冊協議（GVRP）。

## 多重生成樹協議
2003年時推行了多重生成樹協議（Mutiple Spanning Tree Protocol，MSTP）並定義了原始的IEEE 802.1s